# Lucas Ramon
Lucas Ramon Batista Silva (Montes Claros, 3 de julho de 1994) é um futebolista brasileiro que atua como lateral-direito. Atualmente defende o Mirassol.

## Carreira

### Londrina
Lucas Ramon nasceu em Montes Claros, Minas Gerais; sua trajetória começou na própria cidade, até que chegou ao Londrina em 2011 por intermédio de um conterrâneo que jogava no clube. O jogador iniciou uma trajetória de destaque nas categorias de base do Londrina, com boas participações na Taça Belo Horizonte de Futebol Júnior de 2013, em que a equipe do Londrina foi eliminada nas oitavas-de-final, sendo vice campeão do Campeonato Paranaense Sub-20 no mesmo ano e campeã em 2014. Lucas Ramon nunca disputou a Copa São Paulo de Futebol Júnior devido à uma briga politica entre o Londrina e a FPF, que acabou não cedendo uma das três vagas destinadas ao futebol paranaense para o time do norte do estado.
A entrada de Lucas Ramon no time principal foi gradativa. Em 2013, o atleta foi relacionado para ficar no grupo de jogadores em duas oportunidades, contra o Metropolitano e contra o Juventude, pela Série D, porém não entrou nas partidas. Em 2014 esperava-se que ele fosse bem aproveitado no Campeonato Paranaense, porém a direção e o treinador Claudio Tencati preferiram aguardar um pouco mais e Lucas Ramon foi relacionado apenas em um jogo, contra o Atlético Paranaense, mas não entrou na partida.
O titular do Londrina na campanha do título do Campeonato Paranaense era Maicon Silva, que vinha sendo titular incontestável. Após a sua saída para o Criciúma, Lucas Ramon realizou sua estreia no dia 10 de abril, entrando pela primeira vez como titular em uma derrota fora de casa por 2 a 1 para o próprio Criciúma, válida pela Copa do Brasil. O lateral marcou seu primeiro gol como profissional no dia 9 de agosto, balançando as redes e garantindo uma vitória fora de casa por 1 a 0 sobre o Boavista, pela Série D.
Sendo uma das principais revelações do Londrina no ano de 2014, Lucas Ramon atuou em 19 partidas e marcou dois gols.

### Grêmio
Lucas Ramon foi anunciado pelo Grêmio no dia 11 de junho de 2015, chegando por um empréstimo de um ano para suprir a carência da lateral-direita após a saída de Matías Rodríguez. Sua estreia pelo clube aconteceu no dia 14 de junho, saindo do banco de reservas e entrando em uma vitória em casa por 2 a 1 sobre o Atlético Paranaense, válida pela Campeonato Brasileiro.
O jogador foi pouco aproveitado no Tricolor Gaúcho, tendo atuado em apenas seis jogos, sendo três partidas como titular.

### Santa Cruz
Sem espaço no Grêmio, Lucas Ramon foi emprestado ao Santa Cruz no dia 28 de dezembro de 2015, assinando contrato até o final do ano seguinte. Sua estreia pelo clube aconteceu no dia 11 de fevereiro de 2016, começando como titular em uma vitória em casa por 4 a 2 sobre o América-PE, pelo Campeonato Pernambucano.
O jogador estava no time pernambucano desde o começo da temporada e não vinha sendo aproveitado pelo técnico Milton Mendes, sendo devolvido ao seu clube de origem no meio do ano. No total pelo Tricolor do Arruda, atuou em três jogos e não marcou nenhum gol.

### Retorno ao Londrina
Após não ser muito aproveitado no Santa Cruz, Lucas Ramon retornou ao Londrina em julho de 2016. Sua reestreia pelo clube paranaense aconteceu no dia 9 de julho, entrando como titular em um empate fora de casa por 0 a 0 contra o Paysandu, pela Série B. Seu primeiro gol após seu retorno aconteceu no dia 1 de outubro, em uma vitória em casa por 3 a 0 sobre o Oeste.
Em 2017, Lucas Ramon ficou fora no começo da temporada por causa de uma contusão e ganhou a disputa com Reginaldo na segunda metade da Série B. A situação foi a mesma em 2018, com o lateral conquistando a vaga ao longo do segundo semestre. No total pelo Tubarão, Lucas Ramon atuou em 64 partidas e marcou dois gols.

### Grêmio Novorizontino
No dia 29 de dezembro de 2018, o jogador teve seu empréstimo anunciado pelo Grêmio Novorizontino. Sua estreia aconteceu em 21 de janeiro de 2019, começando como titular em uma vitória fora de casa por 1 a 0 sobre o Ituano, válida pelo Campeonato Paulista.
Em campo, o grande destaque foi Lucas Ramon. Sua principal força foi nas jogadas ofensivas, com velocidade e boa participação no ataque. Titular absoluto do Grêmio Novorizontino na competição, o jogador deu duas assistências e se destacou pela ótima visão de jogo. No total, atuou em 12 partidas pela equipe.

### Red Bull Bragantino
No dia 2 de abril de 2019, Lucas Ramon foi anunciado como novo reforço do Red Bull Bragantino. Sua estreia aconteceu no dia 10 de maio, começando como titular em uma vitória em casa por 3 a 0 sobre o Atlético Goianiense, válida pela Série B. Apesar de ter declarado uma rápida adaptação, o jogador disputou apenas três partidas e não foi aproveitado pelo clube do interior paulista.

### Coritiba
Sem ser aproveitado no Bragantino, Lucas Ramon foi emprestado ao Coritiba no dia 10 de janeiro de 2020, assinando vínculo de empréstimo até o final do ano. Sua estreia aconteceu no dia 19 de janeiro, começando como titular em uma vitória em casa por 2 a 1 sobre o Cascavel, pelo Campeonato Paranaense.
O jogador teve poucas oportunidades no Coxa; foram apenas quatro partidas disputadas no Campeonato Paranaense, todas como titular.

### Cuiabá
Em 17 de junho, após ficar sem oportunidades também no Coritiba, Lucas Ramon rescindiu seu contrato e foi emprestado ao Cuiabá até o final da temporada. Oficializado pela diretoria no dia 4 de agosto, o jogador estreou pela equipe mato-grossense no dia 28 de agosto, entrando como substituto em uma vitória em casa por 2 a 1 sobre a Chapecoense, válida pela Série B.
Em 5 de março de 2021, após fazer uma grande campanha no Dourado que culminou no seu acesso à Série A, Lucas Ramon renovou seu contrato de empréstimo com o clube até o final do ano.
No total pelo Cuiabá, atuou em 52 partidas e não marcou nenhum gol.

### Retorno ao Grêmio Novorizontino
O Grêmio Novorizontino anunciou o retorno de Lucas Ramon no dia 18 de janeiro de 2022, com o jogador assinando por empréstimo até o final da temporada.

### Sport
Foi anunciado como reforço do Sport no dia 6 de dezembro de 2023, assinando contrato até o fim do ano seguinte. Marcou seu primeiro gol pelo Leão no dia 6 de fevereiro de 2024, na goleada por 4 a 1 contra o Central, válida pelo Campeonato Pernambucano.

## Estilo de jogo
Lucas Ramon é um lateral ofensivo, porém não peca na marcação — o que chama a atenção na parte defensiva do atleta é que ele usualmente faz a marcação no adversário pressionando-o na linha intermediaria. Essa característica também gera algumas situações em que Lucas Ramon se vê envolvido pelo meio-campo adversário, porém com um bom suporte defensivo, a marcação alta acaba se tornando uma das armas do setor direito de defesa. Outra característica defensiva importante é a capacidade que o jogador tem de realizar a cobertura, fechar espaços no meio da defesa e contribuir com a bola aérea defensiva do time.
Sua velocidade e controle de bola chamam atenção: Lucas Ramon é um jogador que sabe se posicionar e tem visão de jogo para limpar uma jogada na defesa e sair jogando com tranquilidade. Algumas vezes se desfaz da bola precipitadamente, porém não é usual. A transição defesa-ataque é feita com muita velocidade e através de condução de bola, procurando sempre o passe pelo meio para receber a devolução no fundo ou tentando uma jogada individual utilizando sua aceleração.
Lucas Ramon não deixa de usar a perna esquerda para tentar cruzamentos ou passes. É um lateral objetivo, raramente perde tempo ou cadencia demais uma jogada, e sua intensidade é importante quando chega ao fundo. Com muita força e ímpeto, o lateral realiza cruzamentos qualificados, normalmente procurando o centro da área.

## Títulos
Londrina
- Campeonato Paranaense: 2014
- Campeonato do Interior Paranaense: 2015 e 2017
- Primeira Liga: 2017

Santa Cruz
- Copa do Nordeste: 2016
- Campeonato Pernambucano: 2016

Red Bull Bragantino
- Campeonato Brasileiro - Série B: 2019

Cuiabá
- Campeonato Mato-Grossense: 2021